# Zbiornik Niewiadoma
Zbiornik Niewiadoma – zbiornik zaporowy na Cetyni, położony w północnej części Wysoczyzny Siedleckiej. Znajduje się na gruntach wsi Niewiadoma, Nieciecz Włościańska, Kupientyn-Kolonia i Kupientyn w gminie Sabnie około 5 km od Sokołowa Podlaskiego (powiat sokołowski, województwo mazowieckie).

## Charakterystyka
Zbiornik został wybudowany w latach 2010–2013. Powierzchnia zbiornika przy normalnym poziomie piętrzenia wynosi 42,22 ha, długość ok. 3,8 km, średnia szerokość 114 m. Długość linii brzegowej wynosi 5,9 km. Pojemność zbiornika przy normalnym poziomie piętrzenia to 1 140 tysięcy m³. Zapora czołowa posiada 500 m długości.

## Badania archeologiczne
Podczas budowy zbiornika były prowadzone badania archeologiczne. Odkryto podczas nich kilka osad wczesnośredniowiecznych. Ewenementem było odnalezienie kurhanu datowanego na XVIII wiek p.n.e. Znajdowały się w nim pozostałości dwóch ciał oraz przedmioty wykonane z brązu: grot włóczni, szpila i fragment bransolety, co oznacza, że w kurhanie pochowano ówczesnego przywódcę, gdyż były to przedmioty niezwykle cenne w tamtym okresie. Kurhan pochodzi z kultury trzcinieckiej w epoce brązu. Było to pierwsze odkrycie tego typu na Mazowszu i czwarte w Polsce.

## Zbiornik wstępny
Na terenach wsi Kupientyn znajduje się zbiornik wstępny Kupientyn o powierzchni ok. 4 ha. Jego otwarcie nastąpiło 27 sierpnia 2004 r.

## Galeria

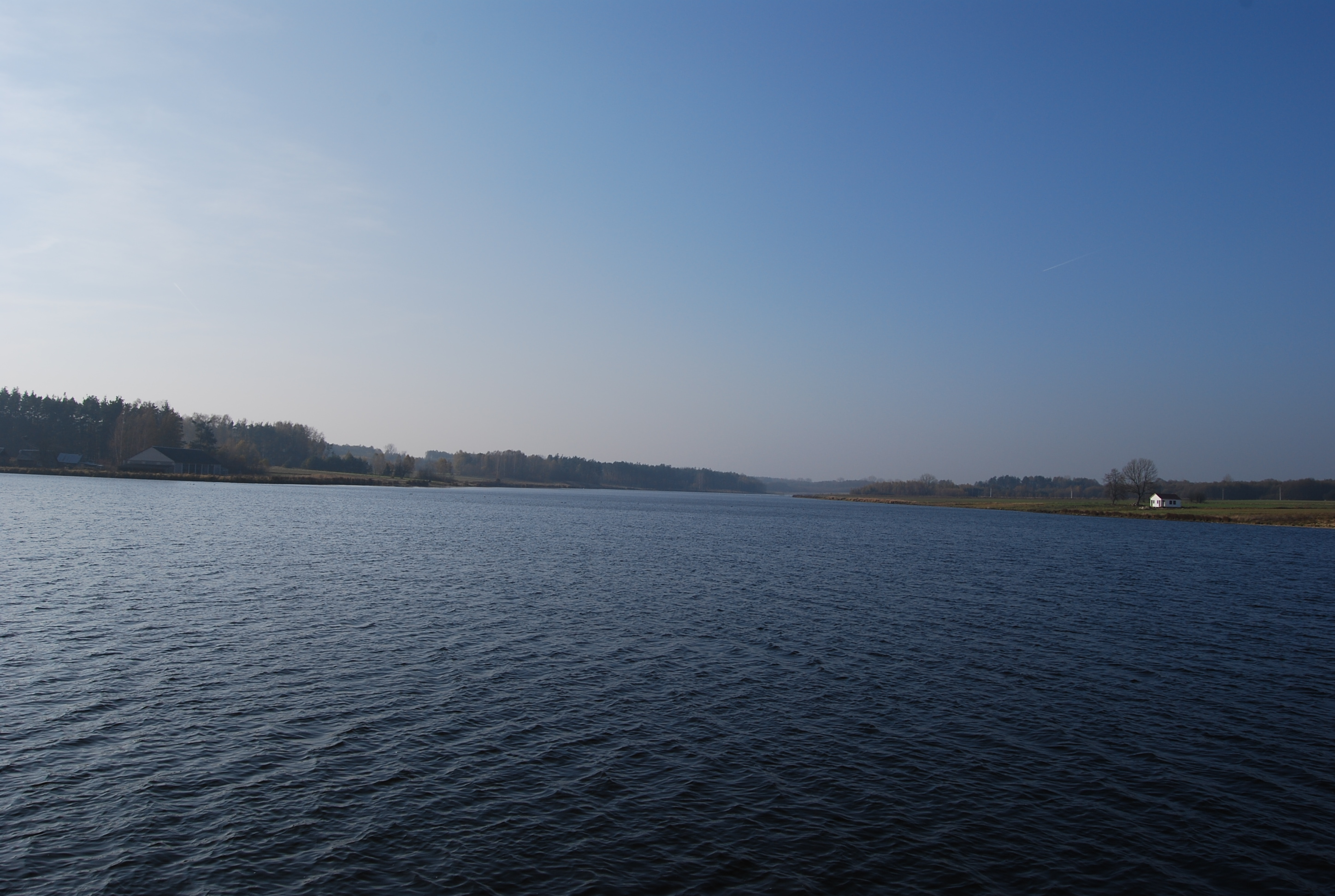
Widok na zbiornik główny Niewiadoma z zapory
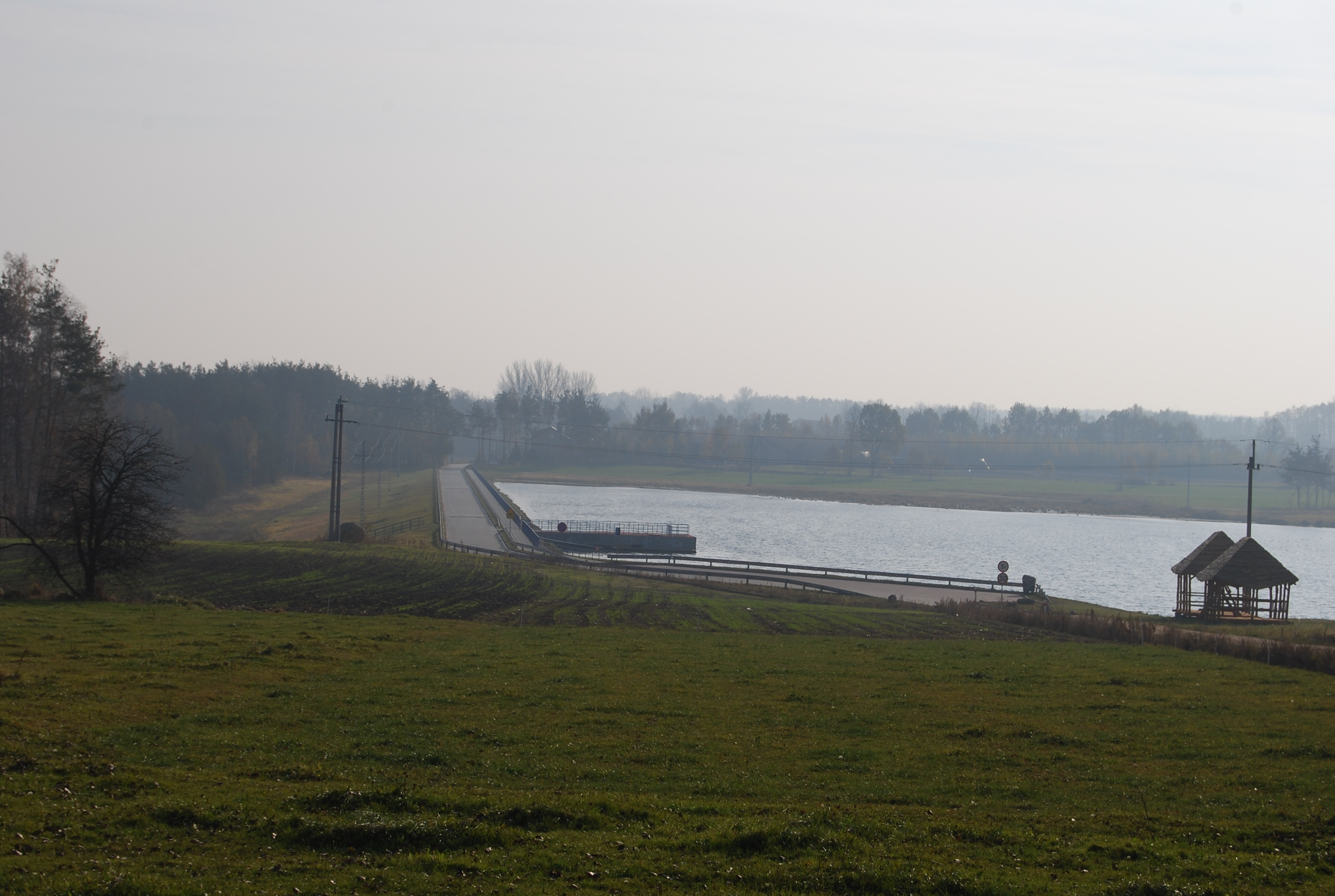
Widok na zaporę zbiornika głównego Niewiadoma
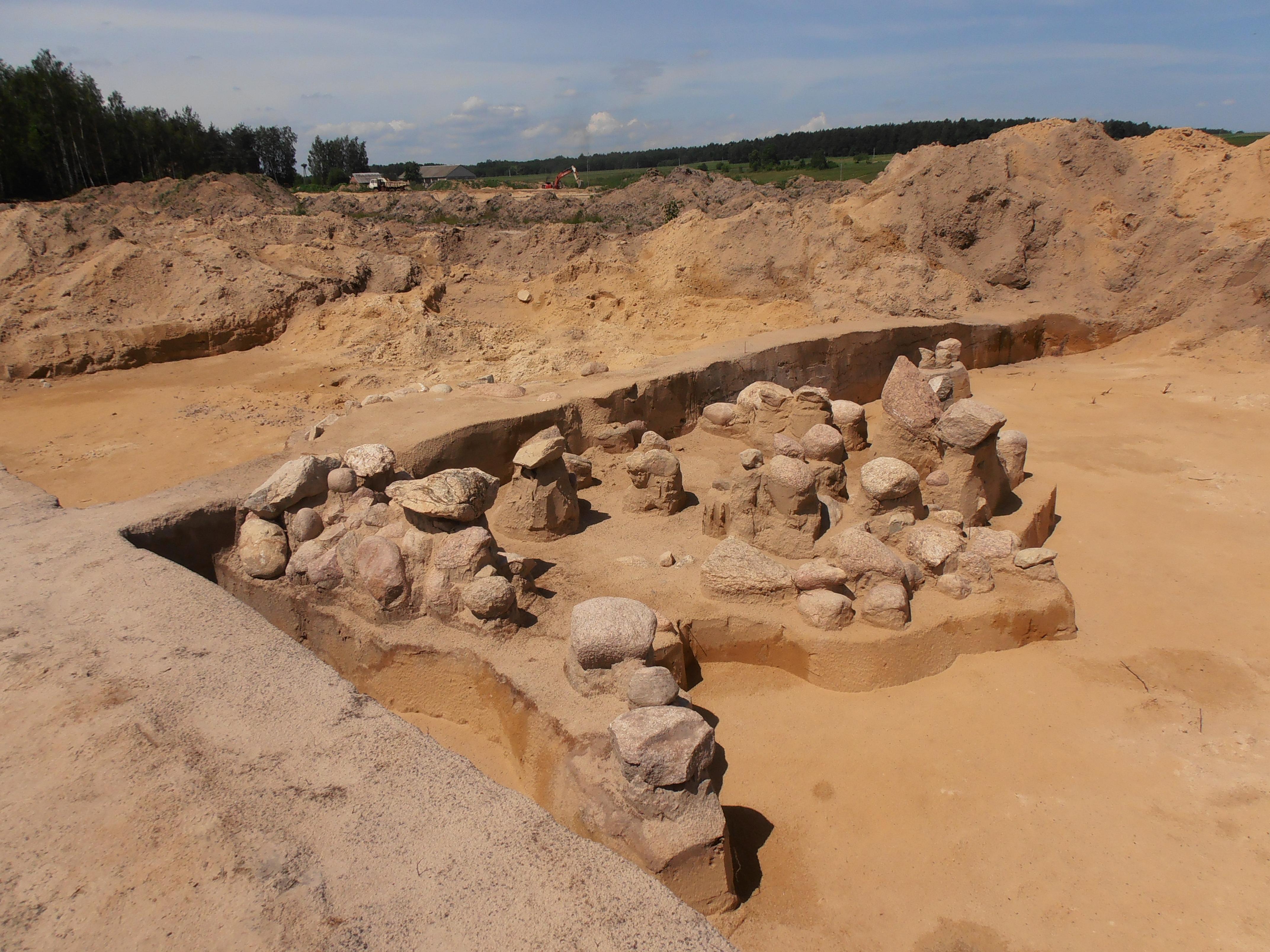
Kurhan datowany na XVIII wiek p.n.e. odkryty podczas budowy zbiornika. Przykład kultury trzcinieckiej w epoce brązu.
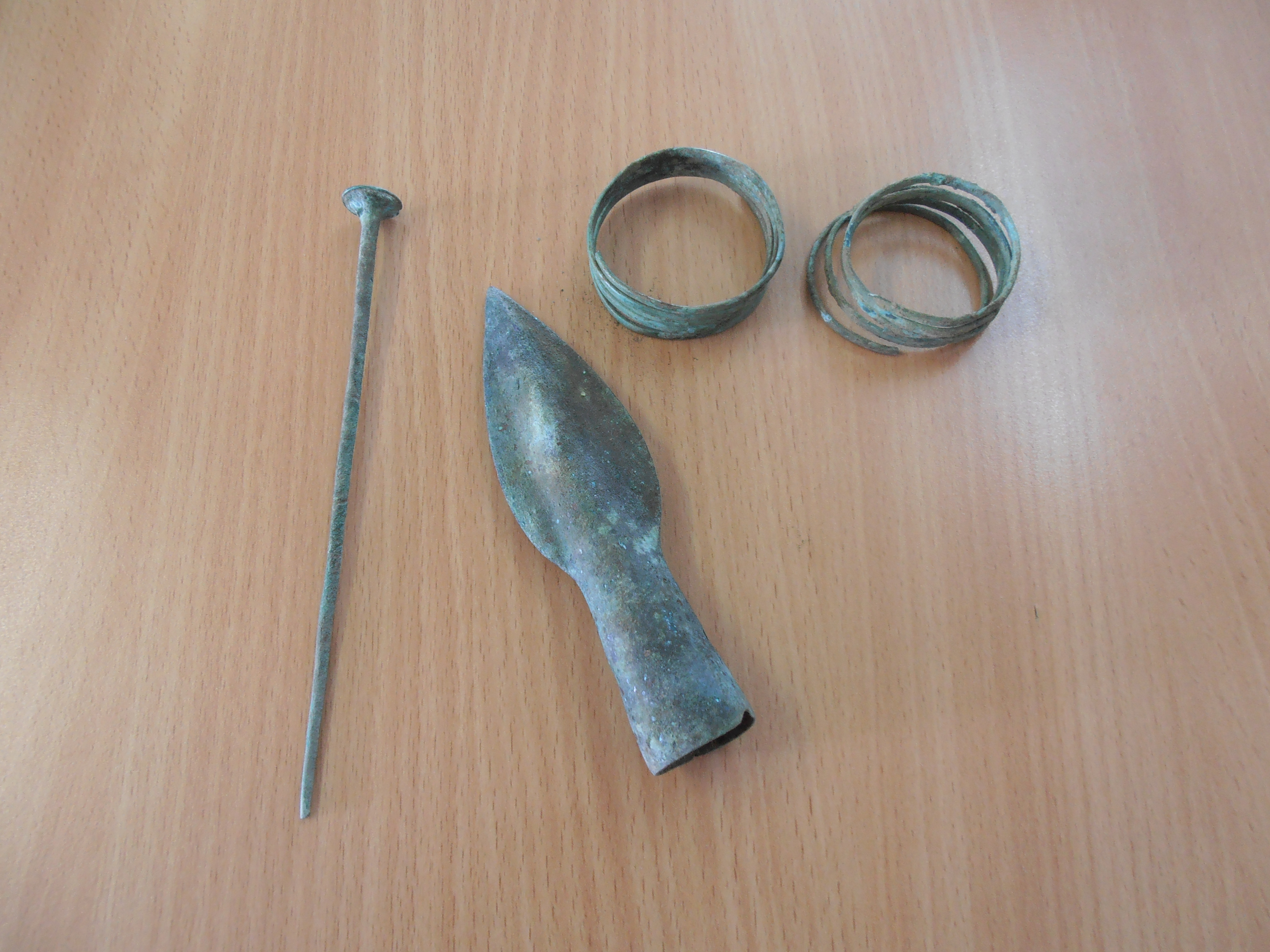
Zabytki odkryte w kurhanie datowanym na XVIII wiek p.n.e. Przykład kultury trzcinieckiej w epoce brązu.
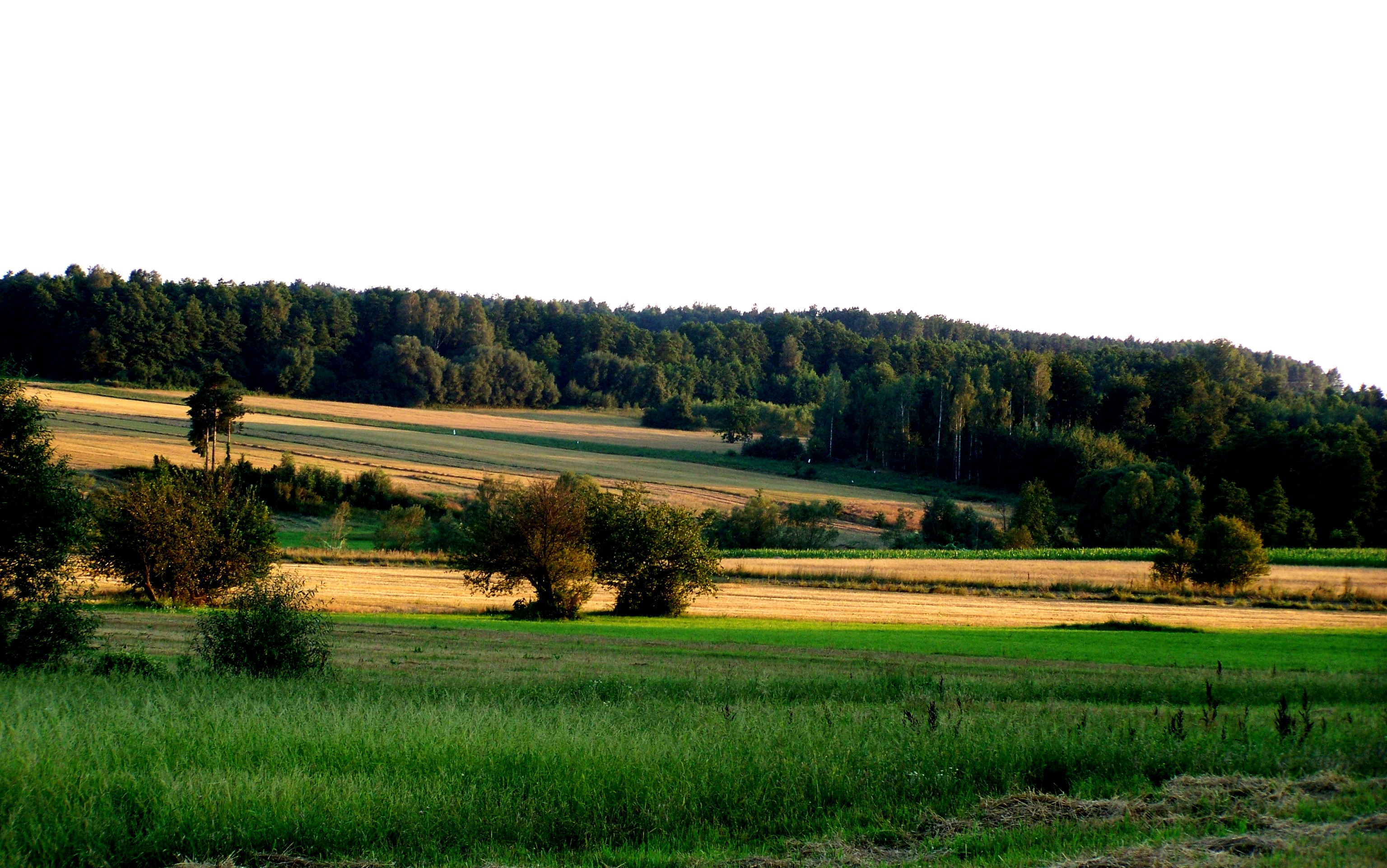
Dolina w której wybudowano Zbiornik Niewiadoma (2010 r.)
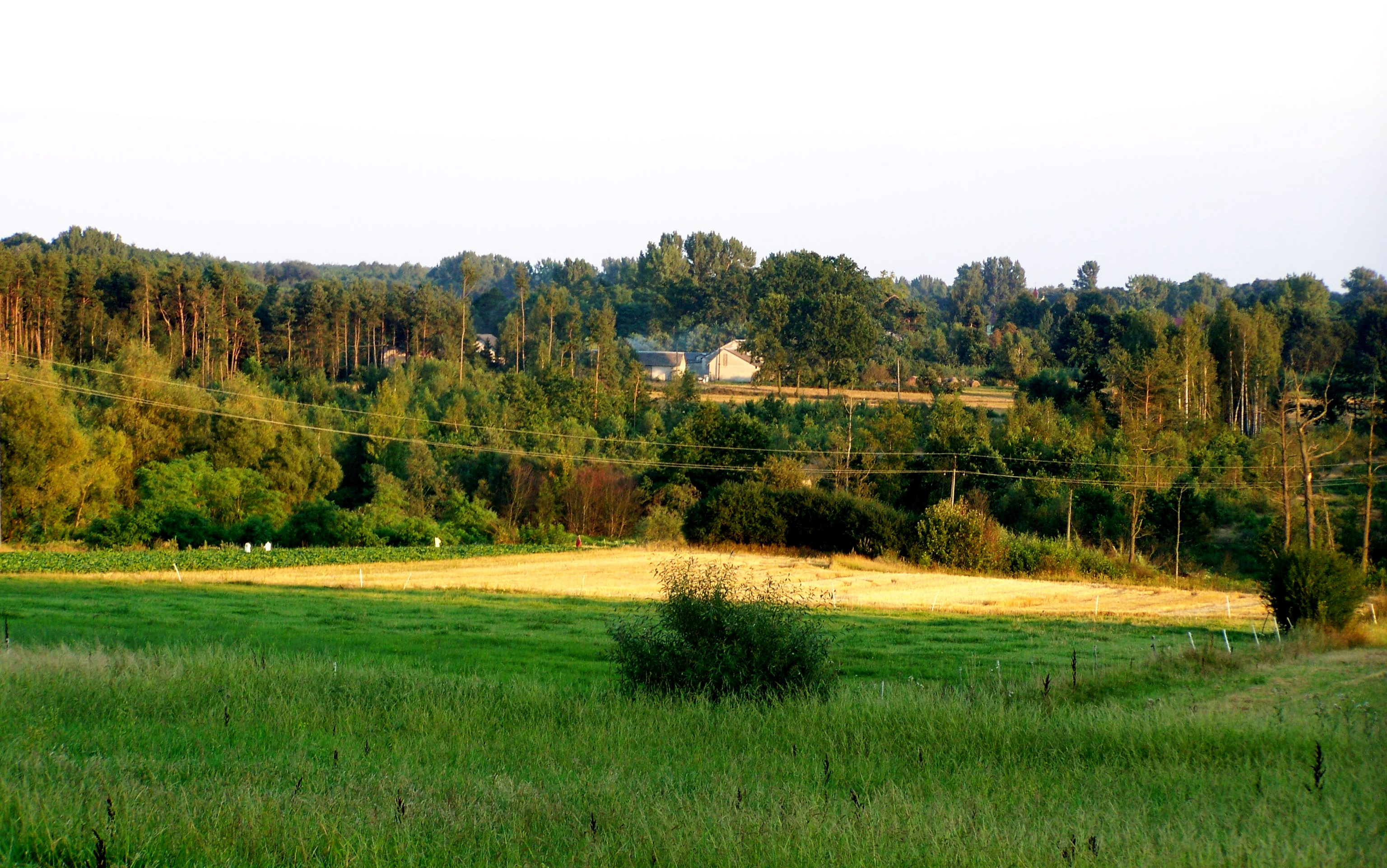
Miejsce w którym powstała zapora (2010 r.)
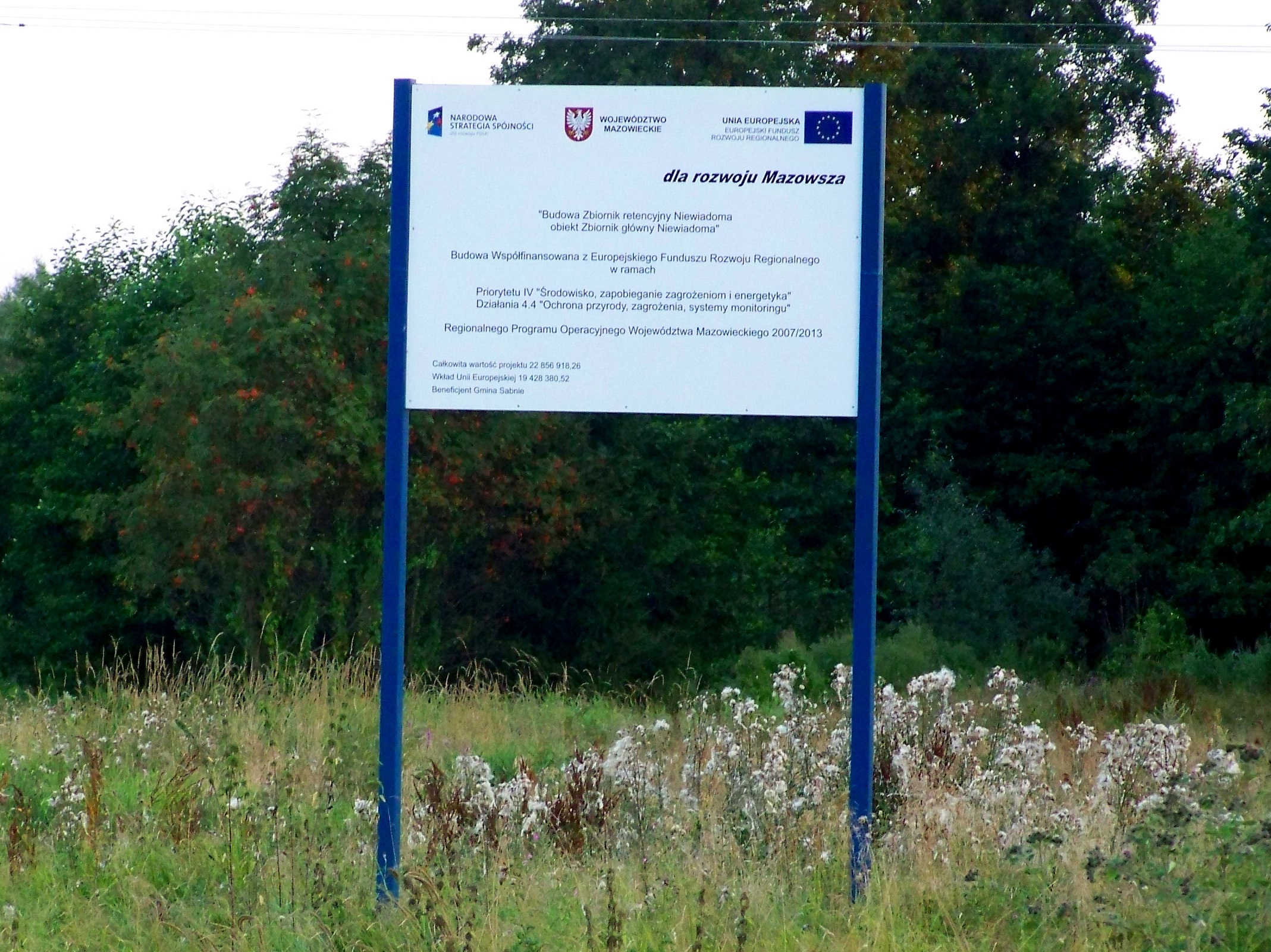
Tablica informująca o dofinansowaniu budowy zbiornika z EFRR
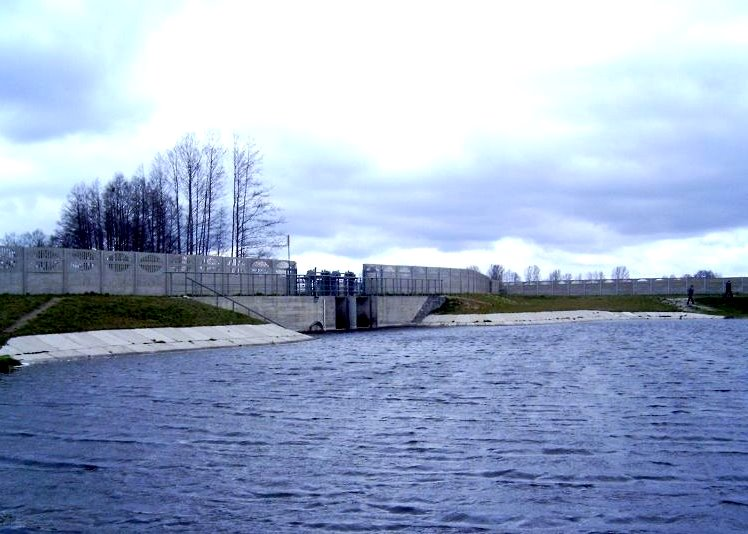
Zbiornik wstępny zbiornika Niewiadoma w Kupientynie